# Hubertus Strughold

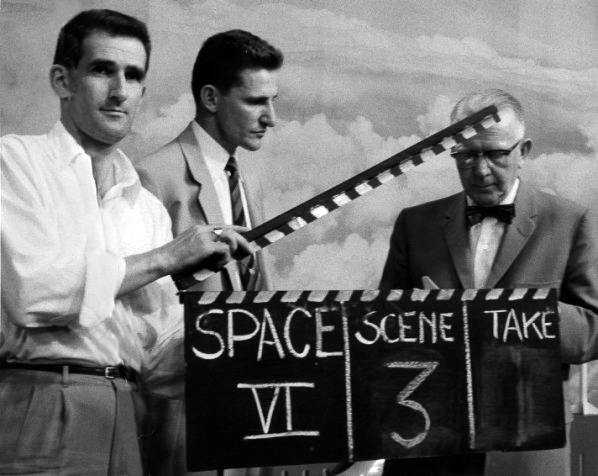
Hubertus Strughold (rechts), um 1953

Hubert Josef Heinrich „Hubertus“ Strughold (* 15. Juni 1898 in Westtünnen bei Hamm, Westfalen; † 25. September 1986 in San Antonio, Texas) war ein deutscher Luftfahrtmediziner, oberster Luftwaffenmediziner des NS-Regimes und Pionier der Raumfahrtmedizin, der den Ehrennamen „Vater der Raumfahrtmedizin“ erhalten hatte. Nach seinem Tod wurden Strugholds Aktivitäten im Zweiten Weltkrieg während der Zeit des Nationalsozialismus genauer untersucht und die Vorwürfe im Zusammenhang mit seinen Verstrickungen in die Menschenversuche in Konzentrationslagern schmälerten seinen Ruf deutlich.

## Leben
Strughold war der Sohn des Volksschulrektors Ferdinand Strughold († 1912) und dessen Frau Anna, geb. Tillmann (1861–1931). Nach der Reifeprüfung am humanistischen Gymnasium Hammonense in Hamm studierte Strughold ab 1918 Medizin und Naturwissenschaften an den Universitäten Münster, Göttingen, München und Würzburg. Ab 1918 war er Mitglied der katholischen Studentenverbindung A. V. Cheruscia Münster. 1922 wurde er in Münster zum Dr. phil. promoviert, ein Jahr später in Würzburg zum Dr. med. Thema der ersten Dissertation war Die Wirkung der Kampfstoffe Diphenylarsinchlorid (Blaukreuzstoff) und Äthylarsindichlorid auf die Haut des Menschen. Als Assistent von Max von Frey arbeitete Strughold zunächst am Physiologischen Institut in Würzburg, später am gleichen Institut in Freiburg. 1927 habilitierte er zur Sinnesphysiologie. Die folgenden zwei Jahre war Strughold als Fellow (Stipendiat) der Rockefeller-Stiftung an den Physiologischen Instituten der Western University in Chicago und Cleveland. Zurück in Würzburg übernahm er 1929 einen Lehrauftrag für Flugphysiologie. Ab 8. März 1933 war er außerordentlicher Professor für Physiologie in Würzburg.
Am 1. April 1935 wechselte Strughold nach Berlin ins Reichsluftfahrtministerium. In Berlin übernahm er die Leitung des an der Universität neu gegründeten, dem Reichsluftfahrtminister Göring unterstehenden Luftfahrtmedizinischen Forschungsinstituts, des führenden flugmedizinischen Instituts in Deutschland. Hier wurden alle Fragen der wehrmedizinischen Grundlagen- und Zweckforschung behandelt. Am 20. April 1936 wurde Strughold zum Oberregierungsrat ernannt. Ab demselben Jahr war er Mitherausgeber der Zeitschrift Luftfahrtmedizin; im folgenden Jahr wurde er korrespondierendes Mitglied der Deutschen Akademie für Luftfahrtforschung. Ab 1938 war Ulrich Cameron Luft Mitarbeiter von Strughold. Im Jahr 1941 wurde Strughold zum Mitglied der Leopoldina gewählt. (Im selben Jahr bescheinigt er dem Physiologen Max Schneider die die Kriegswichtigkeit der von diesem im Oktober 1941 beantragten DFG-Gelder zur Erforschung der Durchblutung und der Sauerstoffversorgung des Gehirns bei Sauerstoffmangel.)
Im Oktober 1942 war Strughold Teilnehmer einer Tagung, die die Rettung in Seenot geratener Piloten zum Inhalt hatte. Auf der Tagung wurde auch über die Ergebnisse von Menschenversuchen berichtet, die an Häftlingen im Konzentrationslager Dachau durchgeführt wurden. Diese Versuche stellten zum Teil schwere Misshandlungen dar und führten zum Tode einzelner Häftlinge. 1942 wurde am Institut von Strughold unter anderem durch Hans Nachtsheim eine Unterdruckversuchsreihe an sechs epilepsiekranken Kindern aus einer Psychiatrischen Klinik in Brandenburg-Görden durchgeführt. 1944 wurde er im Rang eines Oberstarztes Beratender Luftfahrtmediziner beim Chef des Sanitätswesens der Luftwaffe.
Nach Kriegsende war Strughold von Oktober 1945 bis Februar 1947 deutscher Leiter des Aero Medical Center in Heidelberg, war als Ordinarius zugleich Direktor des Physiologischen Instituts der Universität Heidelberg. Ab 1947 war er in der Luftwaffenstation Randolph Field in Texas tätig, wo er 1949 Mitbegründer des Departments Weltraummedizin und später Chefwissenschaftler der Aerospace Medical Division wurde. Er wurde, wohl aus politischem Kalkül im Nürnberger Ärzteprozess, und auch sonst nie im Zusammenhang mit NS-Verbrechen, angeklagt. Zum Nürnberger Ärzteprozess steuerte er mehrere eidesstattliche Erklärungen für die Verteidigung dort Angeklagter bei. Wie Theodor Benzinger und Wilhelm Gieseler erhielt auch Strughold einen Persilschein von dem ihm eng verbundenen Adolf Butenandt. Im Rahmen der Operation Paperclip wechselte er, einem Angebot der amerikanischen Luftwaffe folgend, im August 1947 in die USA. Ab 1947 war er Mitglied der Heidelberger Akademie der Wissenschaften.
Am 9. Februar 1949 wurde von Strughold an der School of Aviation Medicine der US Air Force das erste Institut für Weltraummedizin der Welt gegründet, mit Strughold als erstem Professor für Weltraummedizin. 1962 wurde er Direktor der Aerospace Medical Division der US-Luftwaffe. Strughold ging schon damals davon aus, dass die medizinischen Probleme eines Raumflugs, wie Wirkung der Schwerelosigkeit, Strahlung und Beschleunigung in den folgenden 10 bis 15 Jahren zu lösen seien. Im Folgenden leistete er mit seinem Team entscheidende Vorarbeiten für die medizinische Betreuung des Apollo-Programms.
1968 setzte Strughold sich zur Ruhe. Am 6. März 1971 heiratete er die 16 Jahre jüngere US-Amerikanerin Mary Webb Delahite (geborene Mary Cecilia Houston Webb), die er 1959 auf der Geburtstagsfeier einer gemeinsamen Freundin kennengelernt hatte. Mary hatte drei erwachsene Töchter aus erster Ehe. 
1983 wurde ihm das Bundesverdienstkreuz verliehen. Ihm zu Ehren wurde 1985 vom Senat in Texas ein Hubertus-Strughold-Tag erklärt. Mit 88 Jahren starb er auf seiner Farm in Texas. Die Space Medicine Branch der Aerospace Medical Association vergab ab 1963 den Strughold-Award an verdiente Wissenschaftler auf dem Gebiet der Flugmedizin; dieser Preis wurde 2014 terminiert. Zehn Jahre zuvor trennte sich die Deutsche Gesellschaft für Luft- und Raumfahrtmedizin DGLRM vom gleichnamigen Wissenschaftspreis (2004), auch wurde Strugholds Name 2006 aus der International Space Hall of Fame in Alamogordo (New Mexico) getilgt.

## Sonstiges
Der Dokumentarfilm „Naziverbrechern auf der Spur – Das geheime Wissen um die V2“ thematisiert Strugholds und von Brauns Tätigkeiten vor 1945.

## Veröffentlichungen (Auswahl)
- mit Siegfried Ruff: Grundriß der Luftfahrtmedizin. J. A. Barth, Leipzig 1939.
- The Green and Red Planet: A Physiological Study of the Possibility of Life on Mars. University of New Mexico Press, Albuquerque 1953.
- als Hrsg. mit C. H. Roadman und R. B. Mitchell: Bioastronautics and the Exploration of Space. Aerospace Medical Division, Brooks Air Force Base, Texas 1968.
- Your Body Clock. Charles Scribner’s Sons, New York 1971.